# Gertrud Ingeborg Klett
Gertrud Ingeborg Klett (* 4. Juli 1871 in Ludwigsburg; † 16. Juni 1917 in München) war eine deutsche Schriftstellerin und literarische Übersetzerin.

## Leben
Gertrud Klett wurde am 4. Juli 1871 in Ludwigsburg geboren. Ihre Eltern waren der Militäroffizier Philipp von Klett (1833–1910) und dessen Ehefrau Maria, geb. Fjellstedt (1843–1912), die jüngste Tochter des schwedischen Missionars Peter Fjellstedt (1802–1881). Zur Zeit ihrer Geburt war ihr Vater Kommandant der Kriegsschule Ludwigsburg. Nach seiner Berufung in das württembergische Kriegsministerium zog die Familie nach Stuttgart, und nach seiner Versetzung in den Ruhestand nach Calw. Dort lebte Gertrud Klett mit ihren Eltern, zog jedoch später nach München.
Über die Jugendjahre und Ausbildung der Schriftstellerin ist wenig bekannt. Klett verfasste Gedichte und Texte zu Bilderbüchern. Sie übersetzte Belletristik aus dem Schwedischen, Norwegischen, Dänischen und Englischen ins Deutsche. Zu den von ihr übersetzten Autoren zählen die skandinavischen Autoren Gustaf af Geijerstam, Knut Hamsun und Johannes V. Jensen sowie der Brite Herbert G. Wells.
Gertrud Klett starb am 16. Juni 1917 wenige Tage vor Vollendung ihres 46. Lebensjahres in München.

## Werke
- Aus jungen Tagen, München 1906.
- Waldnacht, Esslingen a.N. 1911 (zusammen mit Marianne Frimberger).
- Weißt du wieviel Sternlein stehen?, Esslingen [u. a.] 1911 (zusammen mit Anneliese Lewinski).
- Der Teddy-Bär und seine Freunde, Esslingen [u. a.] 1914 (zusammen mit Egon H. Strassburger).

## Übersetzungen
- Henning Berger: Aus dem Tagebuch eines Einsamen, Berlin 1909.
- Henning Berger: Bendel & Co., Berlin 1914.
- Henning Berger: Ysaïl, Berlin 1908.
- Bjørnstjerne Bjørnson: Ein Tag. Ivar Bye, München 1903 (übersetzt zusammen mit Marie von Borch).
- Frauenherzen, Berlin 1910.
- Gustaf af Geijerstam: Die alte Herrenhofallee, Berlin 1910.
- Gustaf af Geijerstam: Die Brüder Mörk, Berlin 1908.
- Gustaf af Geijerstam: Das ewige Rätsel, Berlin 1909.
- Gustaf af Geijerstam: Gefährliche Mächte, Berlin 1907.
- Gustaf af Geijerstam: Kampf der Seelen, Berlin 1905.
- Gustaf af Geijerstam: Karin Brandts Traum, Berlin 1906.
- Gustaf af Geijerstam: Nils Tufvesson und seine Mutter, Berlin 1904.
- Gustaf af Geijerstam: Pastor Hallin, Berlin 1911.
- Gustaf af Geijerstam: Wald und See, Berlin 1905.
- Knut Hamsun: Benoni, München 1909.
- Knut Hamsun: Königin Tamara, München 1903.
- Knut Hamsun: Munken Vendt, München 1904.
- Knut Hamsun: Rosa, München 1910.
- Knut Hamsun: Unter dem Halbmond, München 1906.
- Johannes Vilhelm Jensen: Der Gletscher, Berlin 1911.
- Sven Lange: Marie Grubbe, München 1905.
- Sven Lange: Die stillen Stuben, Paris [u. a.] 1902.
- Sven Lange: Die Stimme der Unmündigen, München 1925.
- Sven Lange: Ein Verbrecher, München 1903.
- Aage Madelung: Die Gezeichneten, Berlin 1913.
- Aage Madelung: Der Sterlett, Berlin 1913.
- Herbert G. Wells: Der gestohlene Bazillus und andere Geschichten, Stuttgart 1910.
- Herbert G. Wells: Der Luftkrieg, Stuttgart 1909.